# Heimweg – The Road Home
Heimweg – The Road Home (Originaltitel: chinesisch 我的父親母親 / 我的父亲母亲, Pinyin Wǒde fùqin mǔqin; internationaler Titel: englisch The Road Home) ist ein chinesischer Film aus dem Jahr 1999. Zhang Yimou führte Regie, das Drehbuch schrieb Bao Shi als Adaption eines ebenfalls von ihm stammenden Romans. Die Hauptrollen spielten Zhang Ziyi, Zheng Hao und Sun Honglei.

## Handlung
Der junge Geschäftsmann Luo Yusheng kehrt aufgrund des Todes seines Vaters (Luo Changyu) in sein Heimatdorf zurück. Die Beerdigung des Verstorbenen gestaltet sich schwierig, denn die Mutter (Zhao Di) besteht darauf, dass er nach alter Tradition von dem Krankenhaus, in dem er starb, in sein Heimatdorf zurückgetragen wird. Sowohl der Bürgermeister des kleinen Bergdorfes als auch Luo Yusheng versuchen der Mutter dies auszureden – es gibt zu wenig junge Männer in dem Dorf, die dieser Aufgabe gewachsen wären. Im Folgenden wird die Liebesgeschichte der Eltern als Rückblende erzählt.

Etwa 40 Jahre zuvor wird in dem Dorf eine Schule errichtet. Der Lehrer, der die Schüler des Dorfes unterrichten soll, ist der junge Luo Changyu und kommt von außerhalb. Zhao Di, zu diesem Zeitpunkt 18 Jahre, ist bereits bei der ersten Begegnung fasziniert von dem jungen Mann. In dem sehr traditionell beherrschten Dorf ist es schwer für das hübsche junge Mädchen, mit dem Lehrer in Kontakt zu kommen. Sie versucht eine Verbindung zu ihm aufzubauen, indem sie während des Unterrichts um das Schulhaus streift, Begegnungen beim Heimweg von Luo Changyu herbeiführt und sich größte Mühe gibt, als sie an der Reihe ist, für seine Verpflegung zu sorgen. Luo Changyu bemerkt und erwidert ihre Zuneigung, wird jedoch sehr bald aus dem Dorf abbefohlen. Er muss in die nächste größere Stadt um sich Verhören zu unterziehen – die kommunistische Regierung verdächtigt ihn anti-sozialistischer Strömungen.
Der Weggang des Lehrers macht Zhao Di sehr zu schaffen. Sie wartet jeden Tag weit vor dem Dorf auf seine Rückkehr und als es heißt, dass er nicht zurückkommen wird, macht sie sich trotz großer Kälte auf den Weg in die Stadt, um ihn dort zu suchen. Jedoch kommt sie nicht weit und wird mit einer starken Unterkühlung zurück in das Dorf gebracht. Während sie sich erholt, kehrt Luo Changyu ihr zuliebe ins Dorf zurück und nimmt damit Sanktionen gegen sich in Kauf, da die Ermittlungen gegen ihn noch nicht abgeschlossen sind. Aus diesem Grund ist es den beiden, die sich nun endlich gefunden haben, auch erst zwei Jahre später erlaubt zu heiraten.

Die Erinnerung an diese denkwürdige Geschichte bringt den Sohn Luo Yusheng dazu, das Anliegen seiner Mutter ernst zu nehmen. Er bietet dem Bürgermeister Geld, damit dieser genügend kräftige Männer anwirbt, die den Sarg in das Dorf zurücktragen.
Am Tage der Prozession zeigt sich, dass dies unnötig ist, da bei der Nachricht des Todes von Lehrer Luo Changyu viele ehemalige Schüler den Weg angetreten haben, um ihm die letzte Ehre zu erweisen. Keiner will das Geld annehmen.
Zuletzt betont die über den Tod ihres Mannes verzweifelte Zhao Di, dass es immer der Traum des Vaters gewesen sei, dass sein Sohn ebenfalls Lehrer des Dorfes wird. Um seinem Vater noch ein letztes Mal nahe zu sein und seiner Mutter zuliebe hält Luo Yusheng daraufhin vor seiner Abreise eine Schulstunde im alten Schulhaus mit den Lehrbüchern seines Vaters ab.

## Ehrungen
- Großer Preis der Jury der Berlinale 2000
- Publikumspreis (Bester ausländischer Film) beim Sundance Film Festival 2001